# 이차어
이차어(Itzaʼ, Itza, Itzaj)는 과테말라와 벨리즈의 이차족이 사용하는 마야어족 언어이다. 주로 페텐이트사호 주변에서 쓰인다. 화자 수는 약 1,000명으로, 모두 중노년층이다. 현재 심각한 사멸 위기에 처해 있다.
치첸이트사가 유카탄반도의 패권을 쥐고 있던 시기에 이차어는 유카탄반도 전역에서 행정 언어로 쓰였다. 이후 1697년까지 이차족은 마지막까지 스페인에게 정복되지 않은 유일한 마야 부족으로 남아 있었다. 이 시기에 이차족은 조상들이 살았던 땅인 페텐 분지에 재정착했다. 스페인인들이 치첸이트사를 점령함에 따라 이차족은 도망치거나 스페인인과 함께 살아야 했다. 현재 이차어 화자는 모두 과테말라 페텐주의 산호세(San José)에 살고 있다.

## 음운론

### 자음
이차어의 자음 음소는 다음과 같다.
|        | 양순음 | 양순음 | 양순음 | 치경음  | 치경음    | 경구개음 | 경구개음  | 연구개음 | 연구개음 | 성문음 |
| 기본   | 방출음 | 내파음 | 기본   | 방출음  | 기본      | 방출음   | 기본      | 방출음   |          | 성문음 |
| ------ | ------ | ------ | ------ | ------- | --------- | -------- | --------- | -------- | -------- | ------ |
| 파열음 | p      | pʼ     | bʼ [ɓ] | t       | tʼ        |          |           | k        | kʼ       | ʼ [ʔ]  |
| 파찰음 |        |        |        | tz [t͡s] | tzʼ [t͡sʼ] | ch [t͡ʃ]  | chʼ [t͡ʃʼ] |          |          |        |
| 마찰음 |        |        |        | s       | s         | x [ʃ]    | x [ʃ]     |          |          | h      |
| 비음   | m      | m      |        | n       | n         |          |           |          |          |        |
| 접근음 |        |        |        | l       | l         | j        | j         | w        | w        |        |

음소 중 /d, g, f, v, r, ɲ/는 스페인어 차용어에만 나타난다.

### 모음
|        | 전설 | 중설 | 후설 |
| ------ | ---- | ---- | ---- |
| 고모음 | i iː |      | u uː |
| 중모음 | e eː | ə    | o oː |
| 저모음 |      | a aː |      |

/ə/를 제외한 모음은 단모음과 장모음이 변별된다. 이차어에는 성조나 음정악센트가 없다.

## 참고 문헌
- Charles Andrew Hofling: Itzá Maya texts with a grammatical overview. University of Utah Press, Salt Lake City 1991. 321 pp. ISBN 0-87480-359-4
- Charles Andrew Hofling, Félix Fernando Tesucún: Tojtʼan: diccionario maya itzaj – castellano. Guatemala, Cholsamaj, 2000.
- Charles Andrew Hofling: Itzaj Maya Grammar. The University of Utah Press, Salt Lake City 2000. ISBN 0-87480-666-6
- Charles Andrew Hofling, Félix Fernando Tesucún: Itzaj Maya–Spanish–English Dictionary. The University of Utah Press, Salt Lake City 1997. ISBN 0-87480-550-3